# Kávovník
Kávovník (Coffea) je rod dvouděložných rostlin z čeledi mořenovité. Zahrnuje asi 100 druhů stromů a keřů pocházejících z Afriky, Madagaskaru a Maskarénských ostrovů. Některé druhy, zejména kávovník arabský (Coffea arabica) a kávovník statný (Coffea canephora), jsou významné plodiny.

## Popis
Kávovníky jsou stálezelené keře nebo menší stromy se vstřícnými nebo výjimečně přeslenitými (po třech) jednoduchými listy. Většinou dorůstají výšky 5–10 m a plodí po 3–5 letech.
Postranní větve bývají vodorovně postavené, s listy dvouřadě rozloženými. Palisty jsou vytrvalé, obvykle trojúhelníkovité, s bázemi okolo větévky úzce srostlými. Květy jsou uspořádány v úžlabních hlávkovitých až svazečkovitých vrcholících tvořených jedním až několika přisedlými nebo krátce stopkatými květy. Květy jsou oboupohlavné, pravidelné, podepřené listeny, které u některých druhů srůstají v pohárkovitý kalíšek. Kališní lístky jsou srostlé v rovný nebo 4zubý až 6zubý lem. Koruna je bílá nebo růžová, nálevkovitá nebo talířovitá, se 4–9 cípy, uvnitř lysá nebo v ústí korunní trubky vlnatá. Korunní lístky jsou v poupěti stočené. Tyčinky jsou přirostlé v ústí korunní trubky v počtu 4–8, přisedlé nebo s krátkými nitkami. Semeník je srostlý ze dvou plodolistů, v každém plodolistu je jediné vajíčko. Blizna je dvoulaločná. Plody jsou červené, žluté, oranžové, modré nebo černé peckovice, dužnaté nebo řidčeji vysychající. Peckovice obsahují obvykle dvě pecičky, každá z nich obsahuje jediné semeno s podélným žlábkem na vnitřní straně.
Kávovníkům se daří v tropickém pásu do 2000 m n. m., přičemž optimální podmínky k jejich růstu jsou v nadmořské výšce 1250–1500 m a při průměrné teplotě nad 17 °C; minimální teploty by neměly klesat pod 5 °C. Vhodný průměrný úhrn srážek je do 1700 mm za rok.

## Produkce
Hlavními producenty kávy jsou Brazílie (23 % světové produkce), Kolumbie (13 % světové produkce), Mexiko, Guatemala, Kostarika, Ekvádor, Honduras. V Brazílii tvoří produkce kávy až 4 % vývozu, a to hlavně ve státech Minas Gerais a Paraná. Kolumbie produkuje kávu nejvyšší kvality (21 % vývozu).
Největšími konzumenty kávy jsou Evropané (46 %) a lidé žijící v USA (25 %).

## Rozšíření
Rod kávovník zahrnuje asi 100 druhů a je původní v Africe, na Madagaskaru a na Maskarénských ostrovech. Některé druhy, zejména pěstované, byly rozšířeny i do jiných tropických oblastí.

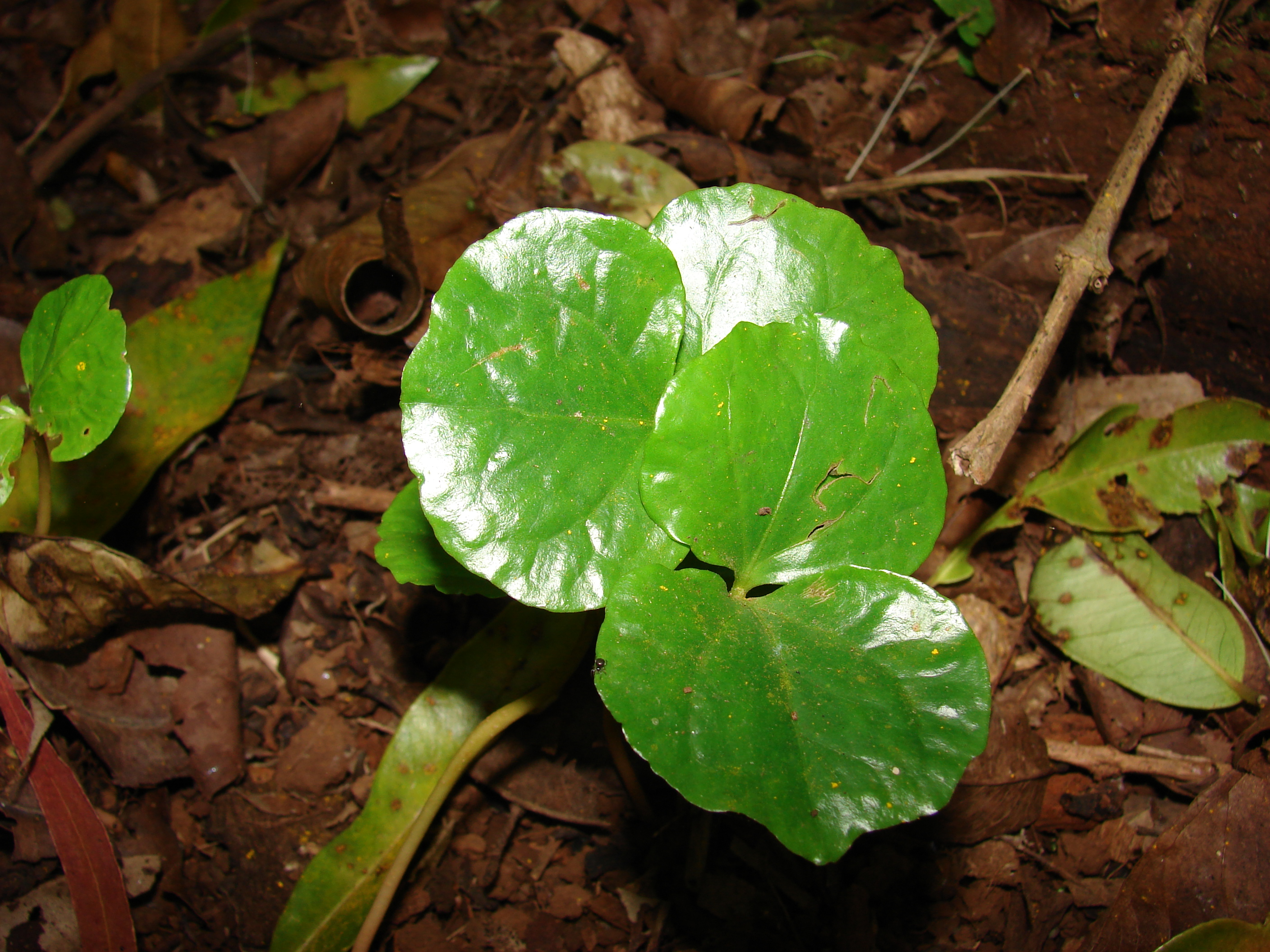
Semenáčky kávovníku arabského
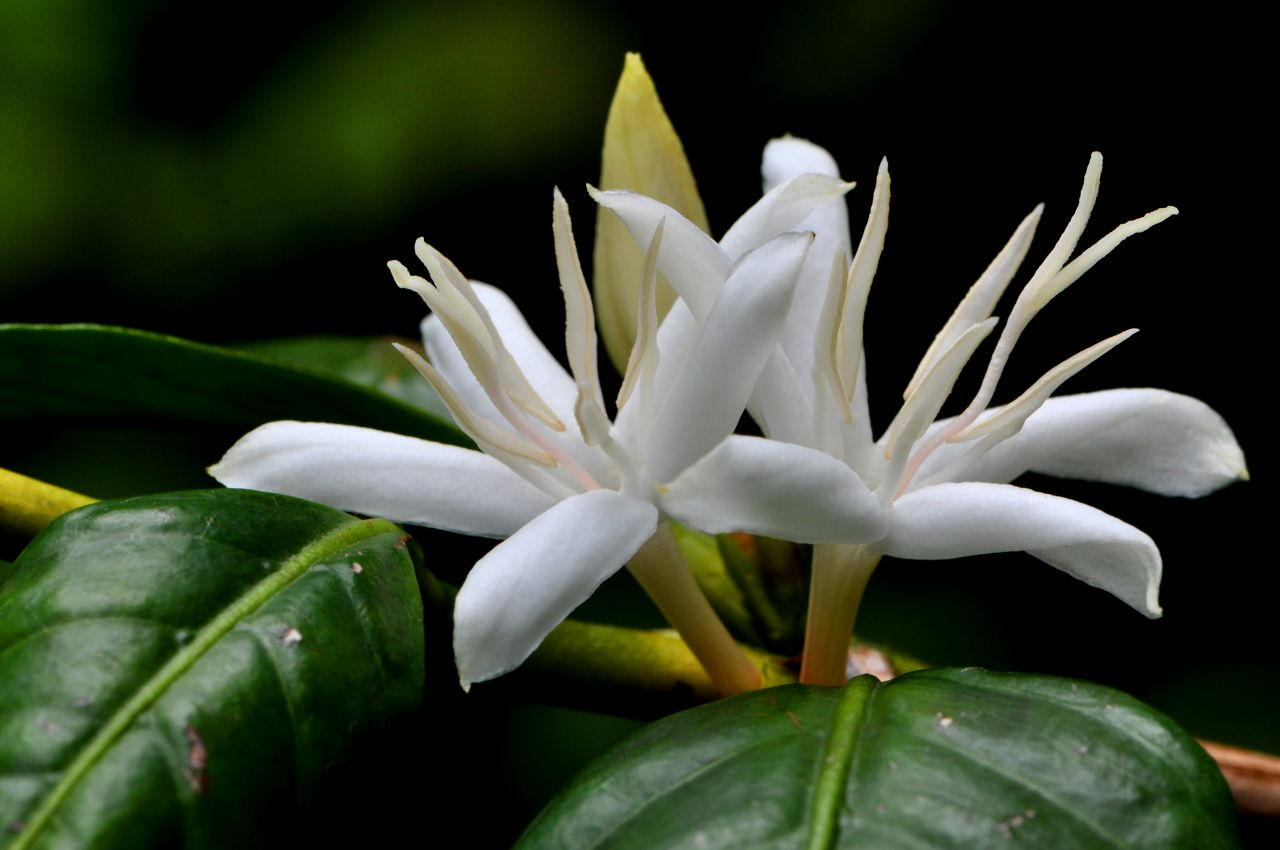
Květy kávovníku arabského
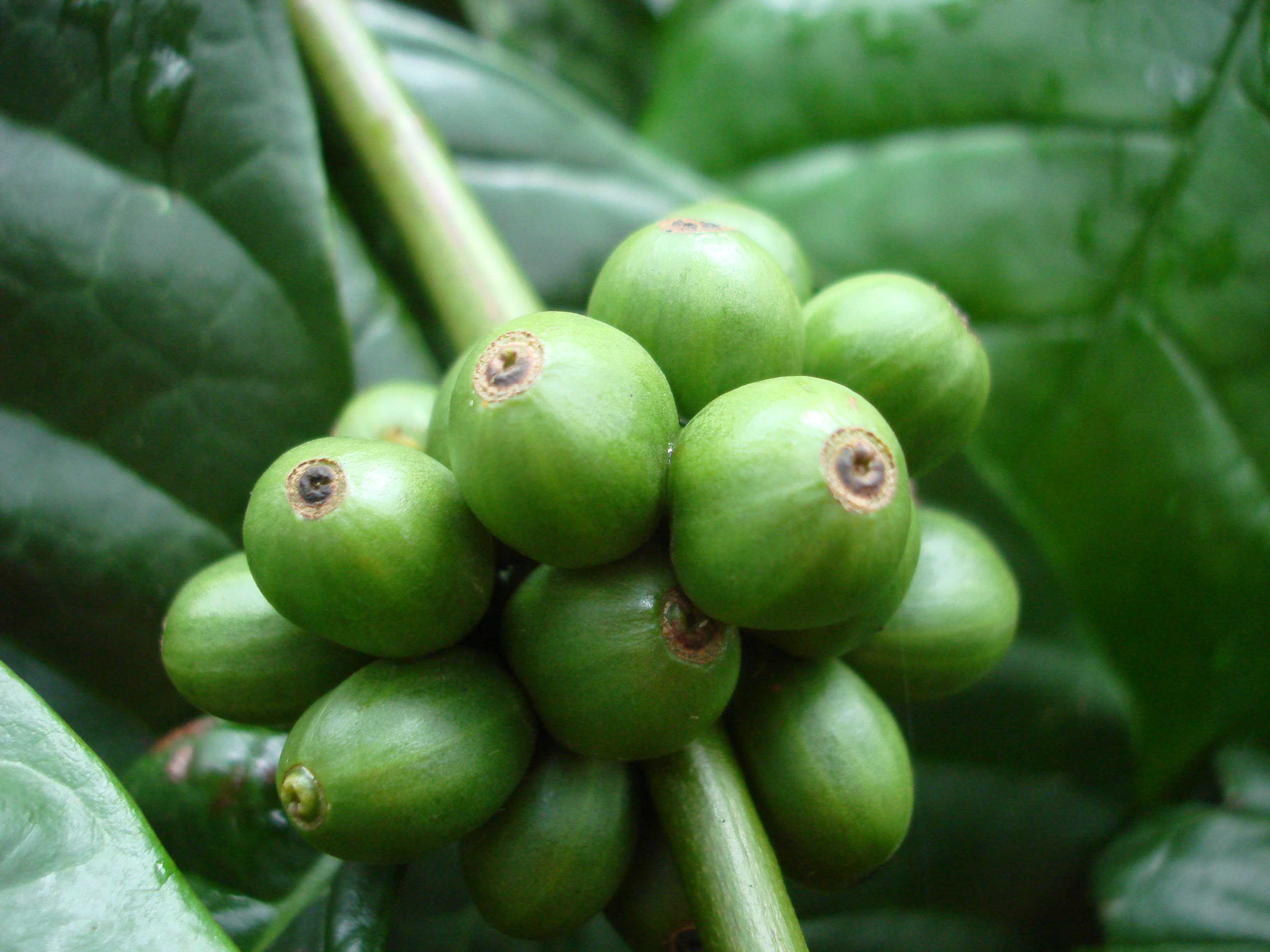
Nezralé peckovice kávovníku statného
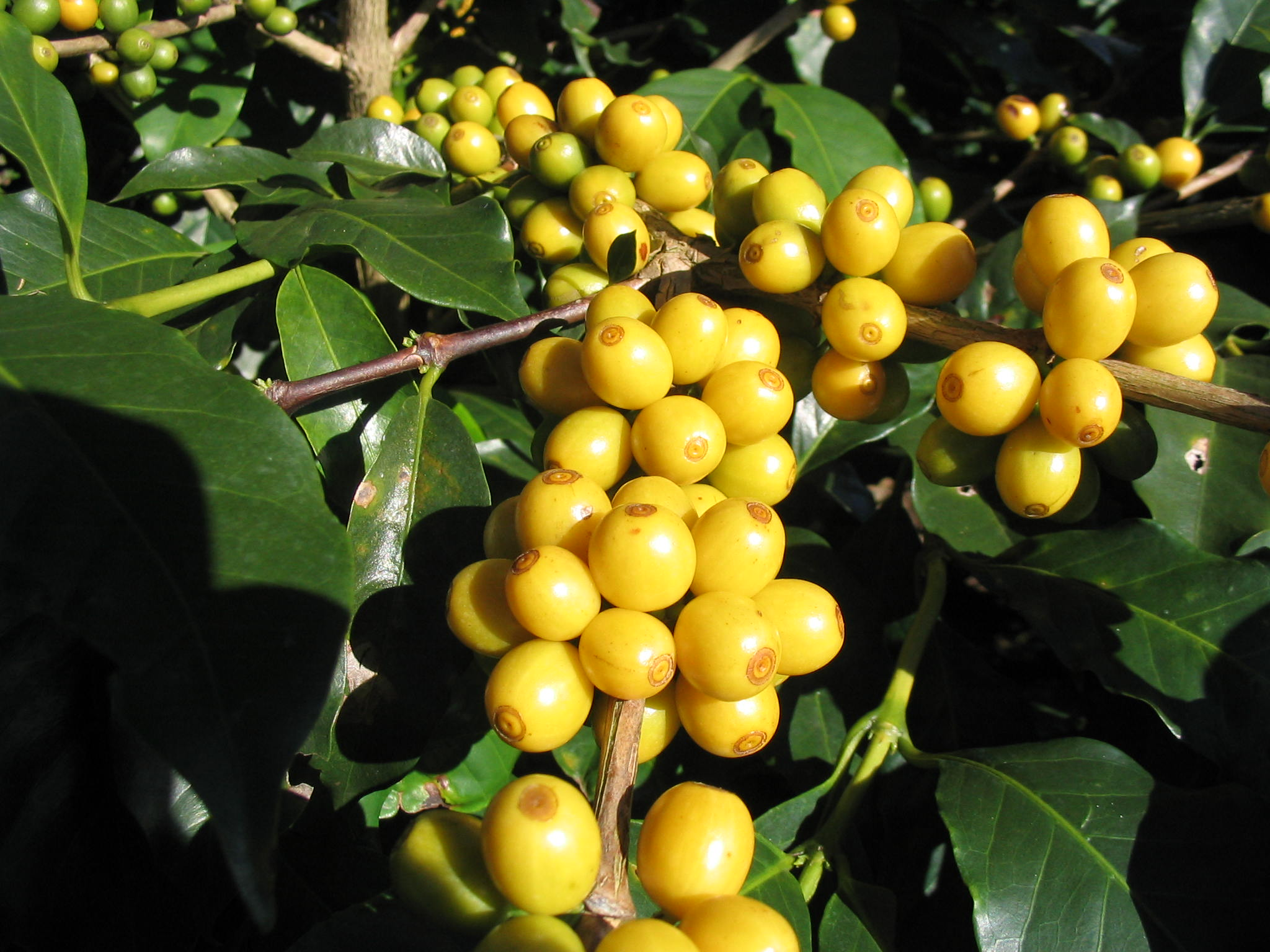
Žlutoplodá odrůda kávovníku arabského

## Význam
Z hlediska pěstování kávy jsou významné druhy kávovník arabský a jeho odrůdy, kávovník statný a kávovník liberijský. Keříky kávovníku se předpěstují v bavlněných obalech a po dosažení výšky 30 až 50 cm jsou vysazovány na plantážích, především na slabě kyselých hlinitých píscích. První úrodu dává po dvou nebo třech letech růstu.

## Zástupci
- kávovník arabský (Coffea arabica)
- kávovník statný neboli kávovník robusta (Coffea canephora)
- kávovník liberijský (Coffea liberica)
- kávovník úzkolistý (Coffea stenophylla)